# Certhiaxis
Certhiaxis is een geslacht van zangvogels uit de familie ovenvogels (Furnariidae).

## Soorten
Het geslacht kent de volgende soorten:
- Certhiaxis cinnamomeus – Geelkeelstekelstaart
- Certhiaxis mustelinus – Rood-witte stekelstaart